# Thornton Curtis
Thornton Curtis – wieś w Anglii, w hrabstwie ceremonialnym Lincolnshire, w dystrykcie (unitary authority) North Lincolnshire. Leży 46 km na północ od Lincoln i 237 km na północ od Londynu.